# 康塞桑圣母城
康塞桑圣母城是葡萄牙埃武拉区的一个堂区。总面积156.6平方公里，总人口1938人，人口密度12.4人/平方公里。